# بش‌بادام (شهرستان بازارقرغون)
بش‌بادام (به لاتین: Beshbadam) یک منطقهٔ مسکونی در قرقیزستان است که در شهرستان بازارقرغون واقع شده‌است. بش‌بادام ۱٬۳۳۰ نفر جمعیت دارد و ۱٬۰۸۲ متر بالاتر از سطح دریا واقع شده‌است.